# Казіян
Казіян (перс. قاضيان) — село в Ірані, у дегестані Сараван, у бахші Санґар, шагрестані Решт остану Ґілян. За даними перепису 2006 року, його населення становило 3196 осіб, що проживали у складі 899 сімей.

## Клімат
Середня річна температура становить 13,71 °C, середня максимальна – 33,76 °C, а середня мінімальна – -9,03 °C. Середня річна кількість опадів – 166 мм.
| Клімат поселення                              | Клімат поселення | Клімат поселення | Клімат поселення | Клімат поселення | Клімат поселення | Клімат поселення | Клімат поселення | Клімат поселення | Клімат поселення | Клімат поселення | Клімат поселення | Клімат поселення | Клімат поселення |
| Показник                                      | Січ.             | Лют.             | Бер.             | Квіт.            | Трав.            | Черв.            | Лип.             | Серп.            | Вер.             | Жовт.            | Лист.            | Груд.            |                  |
| Середній максимум, °C                         | 10,67            | 13,93            | 17,95            | 22,68            | 28,24            | 33,02            | 33,76            | 32,63            | 28,36            | 22,49            | 16,23            | 11,67            |                  |
| Середня температура, °C                       | 0,82             | 4,09             | 8,10             | 12,85            | 18,38            | 23,18            | 25,78            | 24,63            | 20,36            | 14,49            | 8,22             | 3,68             |                  |
| Середній мінімум, °C                          | −9,03            | −5,77            | −1,73            | 2,99             | 8,55             | 13,34            | 17,77            | 16,62            | 12,34            | 6,51             | 0,22             | −4,33            |                  |
| Норма опадів, мм                              | 31               | 24               | 34               | 17               | 10               | 1                | 2                | 1                | 0                | 4                | 10               | 32               |                  |
| Середньомісячна швидкість вітру, м/с          | 1.56             | 2.29             | 2.86             | 2.99             | 2.84             | 2.54             | 2.27             | 2.13             | 2.00             | 1.74             | 1.61             | 1.60             |                  |
| Середньомісячна сонячна радіація, кДж/м²·день | 11871            | 14994            | 17800            | 20196            | 23728            | 26351            | 25780            | 24215            | 22413            | 18480            | 13541            | 11579            |                  |
| --------------------------------------------- | ---------------- | ---------------- | ---------------- | ---------------- | ---------------- | ---------------- | ---------------- | ---------------- | ---------------- | ---------------- | ---------------- | ---------------- | ---------------- |
| Джерело:                                      |                  |                  |                  |                  |                  |                  |                  |                  |                  |                  |                  |                  |                  |